# Sigebert II
Sigebert II (601-613) va ser rei de Borgonya i d'Austràsia l'any 613.
Fill il·legítim de Teodoric II, va succeir el seu pare el 613, als dotze anys. El govern s'establí sota la regència de la seva besàvia Bruniquilda, però els magnats del regne detestaven a Bruniquilda i temien que el jove rei caigués sota la seva influència. Per això, liderats per Warnachar i Rado, els majordoms de palau d'Austràsia i Borgonya, alguns nobles van abandonar Sigebert i s'uniren a Clotari II de Nèustia en la cruenta guerra que mantenien els dos regnes.
Els exèrcits de Bruniquilda i Sigebert es van enfrontar als de Clotari a Aisne, on encara més nobles van desertar Bruniquilda, obligant-la a fugir amb el seu besnet. A les ribes del llac Neuchâtel van ser capturats per homes de Clotari, i tant Sigebert com el seu germà petit Corbo van ser executats. L'anciana Bruniquilda tindria la mateixa sort després de ser torturada i humiliada públicament. Amb aquesta victòria, Clotari va aconseguir reunificar els francs sota el seu govern.